# Акино (Бјела)
Акино (итал. Achino) је насеље у Италији у округу Бијела, региону Пијемонт.
Према процени из 2011. у насељу је живело 28 становника. Насеље се налази на надморској висини од 307 м.